# Cantó de Massat
El cantó de Massat és un cantó del departament francès de l'Arieja, a la regió d'Occitània. Està inclòs al districte de Sent Gironç i té sis municipis. El cap cantonal és Massat.
El formen els municipis d'Aleu, Bièrt, Bocenac, Massat, Le Pòrt i Solan de Coserans.